# Nazarovo, Jaroslavl oblast
För andra betydelser, se Nazarovo.
Nazarovo (ryska: Наза́рово) är ett samhälle i Rybinsk rajon i Jaroslavl oblast i Ryssland. Den tillhör Nazarovskoje Selskoje Poselenije, en landsbygdsenhet med 1 925 invånare i början av 2015.